# Åne Sæter
Åne Sæter (23 ottobre 1975) è un ex sciatore alpino norvegese.

## Biografia
Sæter, originario del Trøndelag, debuttò in campo internazionale ai Mondiali juniores di Montecampione/Colere 1993; in Coppa del Mondo esordì il 9 dicembre 1995 a Val-d'Isère in discesa libera, senza completare la prova, e ottenne il miglior piazzamento il 21 gennaio 1996 a Veysonnaz in combinata (8º). Il 16 febbraio 1999 conquistò l'ultima vittoria, nonché ultimo podio, in Coppa Europa, a Ravascletto in slalom speciale; prese per l'ultima volta il via in Coppa del Mondo il 4 marzo 2001 a Kvitfjell in supergigante, senza completare la prova, e si ritirò durante la stagione 2002-2003: la sua ultima gara fu uno slalom speciale FIS disputato il 3 gennaio a Oppdal. Non prese parte a rassegne olimpiche o iridate.

## Palmarès

### Coppa del Mondo
- Miglior piazzamento in classifica generale: 92º nel 1996

### Coppa Europa
- 1 podio (dati dalla stagione 1994-1995):
  - 1 vittoria

#### Coppa Europa - vittorie
| Data             | Località    | Paese  | Specialità |
| ---------------- | ----------- | ------ | ---------- |
| 16 febbraio 1999 | Ravascletto | Italia | SL         |

Legenda:

SL = slalom speciale

### Campionati norvegesi
- 6 medaglie (dati dalla stagione 1994-1995):
  - 2 ori (slalom gigante nel 1997; combinata nel 1999)[1]
  - 1 argento (combinata[senza fonte] nel 1997)
  - 3 bronzi (discesa libera, supergigante, slalom speciale nel 2000)